# Aedes abserratus
Aedes abserratus är en tvåvingeart som först beskrevs av Ephraim Porter Felt och Young 1904.  Aedes abserratus ingår i släktet Aedes och familjen stickmyggor. Inga underarter finns listade i Catalogue of Life.